# Chastellux-sur-Cure
Chastellux-sur-Cure é uma comuna francesa na região administrativa de Borgonha-Franco-Condado, no departamento de Yonne. Estende-se por uma área de 10,6 km². Em 2010 a comuna tinha 141 habitantes (densidade: 13,3 hab./km²).